# Zakład Islamu Europejskiego Wydziału Orientalistycznego Uniwersytetu Warszawskiego

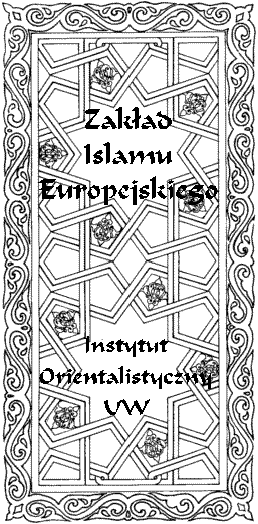
Logo Zakładu Islamu Europejskiego IO UW

Zakład Islamu Europejskiego UW – jednostka Wydziału Orientalistycznego Uniwersytetu Warszawskiego. Zakład powstał 17 maja 1994 r. z Pracowni Islamu Europejskiego Instytutu Orientalistycznego, utworzonej w 1993 r. 
Przedmiotem zainteresowań badawczych Zakładu są następujące zagadnienia dotyczące europejskich społeczności muzułmańskich:
- ulokowanie geograficzne grup muzułmańskich w Europie
- historia powstania tych grup
- status prawny mniejszości muzułmańskich w Europie
- zagadnienia gender w islamie
- dane statystyczne, ludnościowe
- życie religijne i jego organizacja, szkolnictwo religijne
- wpływy ideologiczne, ideologia polityczna
- życie kulturalne (tytuły i miejsca wydawanych czasopism, książek, usytuowanie i działalność centrów kulturalnych, szkolnictwo w danym języku etc.)
- problemy językowe (dwujęzyczność, asymilacja, wpływy na język ojczysty imigrantów języka kraju, w którym mieszkają etc.).

Zakład obejmuje swoimi badaniami takie szczegółowe zagadnienia jak: historia i problemy współczesne społeczności muzułmańskich na Bałkanach i geneza konfliktu w b. Jugosławii, sytuacja prawna islamu w państwach europejskich, Turcy w Bułgarii, islam w Albanii, społeczności muzułmańskie w Polsce (w tym Tatarzy), na Litwie i Białorusi, islam w Rosji i na Kaukazie, wspólnoty muzułmańskie w Niemczech, Austrii i Wielkiej Brytanii, procesy zachodzące w społeczności muzułmańskiej we Francji, a także obraz islamu w prasie polskiej. 

## Pracownicy Zakładu
- dr hab. Agata S. Nalborczyk, profesor uczelni - kierownik Zakładu
- dr hab. Andrzej Drozd
- dr Marta Widy-Behiesse
- dr Konrad Zasztowt

## Pracownicy emerytowani
- dr hab. Ahmad Nazmi
- dr hab. Anna Parzymies, prof. UW

## Byli pracownicy
- dr Georges Kass (Katedra Arabistyki i Islamistyki Wydziału Orientalistycznego Uniwersytetu Warszawskiego)